# Associazione Calcio Monza
A Associazione Calcio Monza é um time de futebol italiano da cidade de Monza, na região de Lombardia. Suas cores são o vermelho e branco.
O clube é um dos recordistas em disputar a Serie B. Atualmente disputa a Serie B, equivalente à segunda divisão do futebol italiano.
Fez a sua estreia na Serie A na temporada 2022-23.

## História

### Antes do Monza Calcio (1906–1911)
O futebol em Monza começou cedo na cidade, ainda no século XX, quando companhias criavam times como o Pro Victoria (existindo ainda), Pro Monza e Pro Italia.

### Primeiros anos (1912–1932)
O Monza foi fundado em 1 de setembro de 1912 a partir da fusão de dois clubes: o Pro Monza e o Pro Italia. O novo clube foi chamado Monza FBC e sua primeira localização era no "Caffè Pasticceria Roma", localizado na praça do mesmo nome.

### Silvio Berlusconi compra o Monza (2018)
O ex-primeiro-ministro da Itália, Silvio Berlusconi concluiu a compra do Monza Calcio, clube da Serie C do Campeonato Italiano. O ex-dono do AC Milan comprou 100% das ações do Monza, que pertenciam à família Colombo. De acordo com o comunicado emitido pelo clube biancorosso, a nova diretoria será composta pelo seu ex-dono Nicola Colombo; pelo irmão mais novo de Berlusconi, Paolo; por um dos membros da antiga diretoria, Roberto Mazzo; pelo CEO da Fininvest (holding da família Berlusconi), Danilo Pellegrino; e pelo empresário Adriano Galliani, que assumirá a função de CEO, mesmo cargo que ele ocupava no Milan.